# QX Gaygalan 2007
QX Gaygalan 2007 var den 9:e QX Gaygalan och den hölls på Cirkus i Stockholm den 13 februari 2007. Galan leddes av Katrin Sundberg och Pia Johansson. Det delades ut priser i sjutton kategorier, sexton av dessa hade röstats fram av tidningen QX läsare. Det sjuttonde, QX hederspris, beslutas av tidningen och det gick till Riga Pride och delades ut av Johan Voss och Mona Sahlin.

## Vinnare och nominerade
Vinnare markeras med fetstil, nominerade anges när uppgift finns:
| Årets homo/bi | Årets hetero |
| --- | --- |
| - Cissi Ramsby - Christer Björkman - Magnus Carlsson - Andreas Carlgren - Lena Einhorn Prisutdelare: Marie Serneholt och Roger Nordin | - Sissela Kyle Prisutdelare: Dansparen Yvonne Ryding och Tobias Wallin, Malou von Sievers och Björn Törnblom samt Anna Sahlin och Tobias Karlsson, från Let's Dance 2007. |
| Årets Hederspris | |
| Arrangörerna av Riga Pride | |
| Årets kämpe | Årets gayklubb |
| - Kristian Kabelacs, en femtonårig skolelev som blev mobbad på sin skola i Jönköping sedan han öppet berättat att han var bisexuell och anmälde sin skola till Homo, eftersom han menade att de gjorde för lite. Prisutdelare: Mark Levengood och Nyamko Sabuni | - Lino Club (Stockholm) |
| Årets artist | Årets svenska låt |
| - Lisa Miskovsky | - Jag ljuger så bra - Linda Bengtzing |
| Årets utländska låt | Årets gaykrog/café |
| - I Don't Feel Like Dancin' - Scissor Sisters | - Torget (Mälartorget 13, Stockholm) |
| Årets film | Årets show/musikal |
| - Brokeback Mountain | - Cabaret på Tyrol |
| Årets bok | Årets drag |
| - Komma ut - berättelser från garderoben, Anders Öhrman | - Diamond Dogs (Stockholm) |
| Årets keep-up-the-good-work | Årets TV-program |
| - Normal förlag | - Ugly Betty |
| Göteborgspriset | Öresundspriset |
| - Gretas | - Regnbågsfestivalen |